# Рёр, Гуго
Гуго Рёр (нем. Hugo Röhr; 13 февраля 1866, Дрезден — 7 июня 1937, Мюнхен) — немецкий дирижёр и композитор. Муж певицы Софии Брайнин.

## Биография
Ученик Франца Вюльнера. Работа в Аугсбурге, Праге, Бреслау, в 1892—1896 гг. первый капельмейстер Национального театра в Мангейме, где, в частности, дирижировал премьерой оперы Хуго Вольфа «Коррехидор» (7 июня 1896). Затем придворный капельмейстер в Мюнхене; дирижировал первыми исполнениями мелодрамы Энгельберта Хумпердинка «Королевские дети» (7 января 1897), опер «Зарема» Александра фон Цемлинского (10 октября 1897), «Любопытные женщины» Эрманно Вольфа-Феррари (27 ноября 1903). Преподавал дирижирование в Мюнхенской академии музыки, где среди его учеников были, в частности, Генрих Зутермайстер и Пауль Бен-Хаим. Автор трёх опер, вокальной и камерной музыки. В редакции Рёра на немецких сценах шла опера Джоакино Россини «Итальянцы в Алжире».